# Firehole River
Der Firehole River ist der etwa 51 km lange, linke Quellfluss des Madison River im Nordwesten des US-Bundesstaates Wyoming. Er fließt auf seiner gesamten Länge durch den Yellowstone-Nationalpark.

## Verlauf
Der Fluss entspringt an der Nordflanke des Berges Trischman Knob auf dem Madison Plateau unmittelbar an der nordamerikanischen kontinentalen Wasserscheide im Inneren der Caldera des Yellowstone-Vulkans auf einer Höhe von etwa 2570 m. Er durchfließt den Madison Lake und mäandriert in nördliche Richtung, bevor er sich nach Nordosten wendet und bis zum Lone Star Geyser Basin fließt. An der Einmündung des Spring Creek wendet sich der Firehole River nach Nordwesten, fällt über die 18 m hohen Kepler Cascades hinab und erreicht nach Unterqueren der Grand Loop Road (U.S. Highway 89) die Old Faithful-Region. Der Fluss passiert mehrere Campingplätze und durchfließt im weiteren Verlauf das gesamte Obere Geysir-Becken. Dabei passiert er mit dem Old Faithful einen der bekanntesten Geysire der Erde. Unzählige Geysire und Thermalquellen entwässern in den Firehole River, darunter Beehive-Geysir, Castle-Geysir, Grand-Geysir, Giant-Geysir, Grotto-Geysir oder Riverside-Geysir. Außerdem verläuft hier der Continental Divide Trail für einige Kilometer entlang des Flusses. Der Firehole River unterquert erneut die Grand Loop Road, erhält von links den Little Firehole River und durchfließt das Biscuit Basin, bevor er weiter in nördliche Richtung bis zum Mittleren Geysir-Becken mäandriert. Hier nimmt er unter anderem den Abfluss von Grand Prismatic Spring und Excelsior-Geysir auf. Im weiter flussabwärts gelegenen Unteren Geysir-Becken erhält der Fluss mit White Creek, Tangled Creek, Sentinel Creek und dem größten Nebenfluss Nez Perce Creek weitere wichtige Zuflüsse, bevor er die Geothermalbecken nach Norden verlässt. Auf den letzten Kilometern im Verlauf durch die Porcupine Hills fällt der Fluss im Firehole Canyon über die 5 m hohen Cascades of the Firehole sowie die 10 m hohen Firehole Falls hinab. Nach etwa 51 km fließt der Firehole River bei Madison Junction am Fuße des National Park Mountain auf einer Höhe von 2071 m mit dem Gibbon River zum Madison River zusammen. Der gesamte Flussverlauf befindet sich im Teton County.

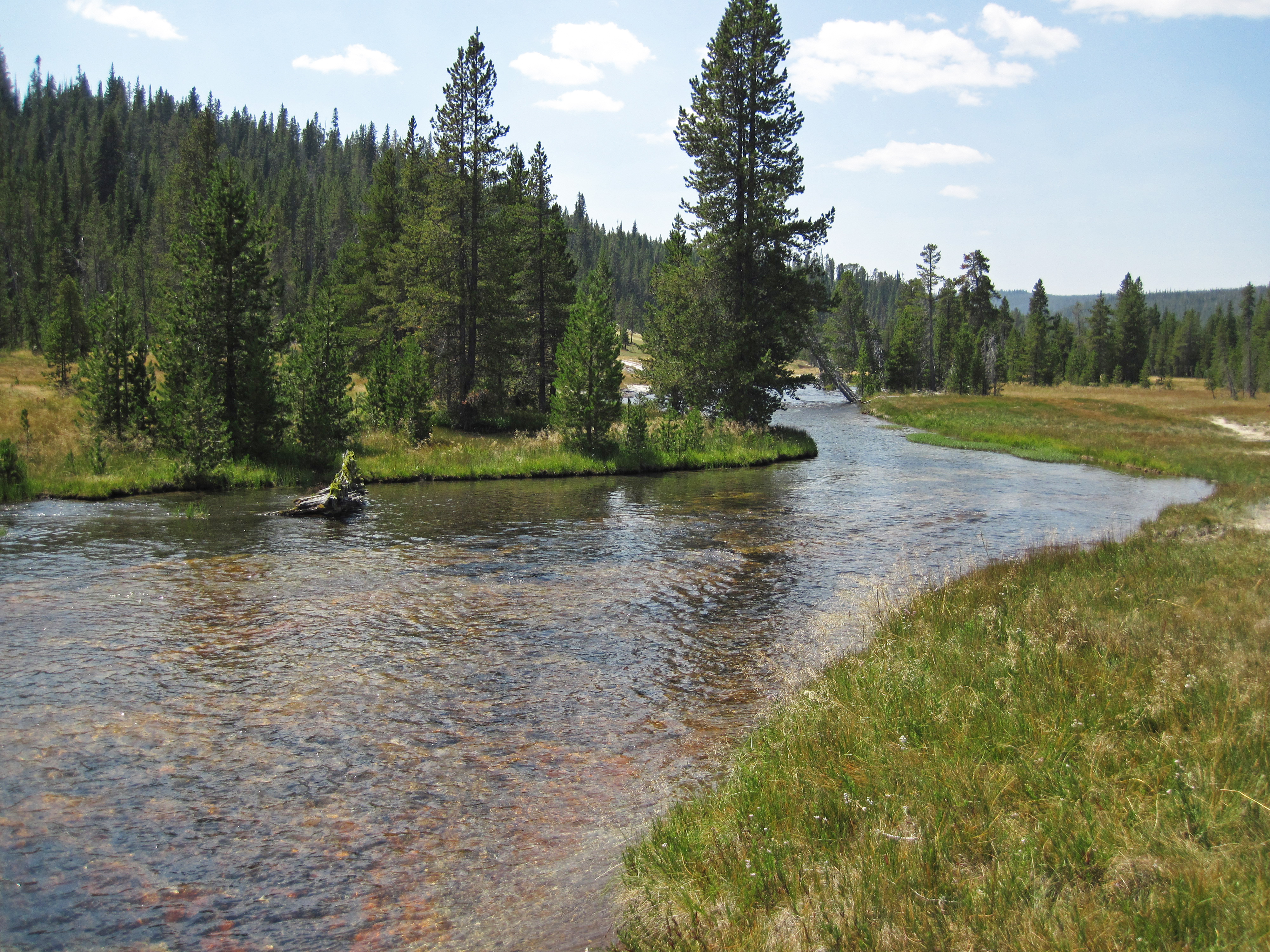
Firehole River im Lone Star Geyser Basin
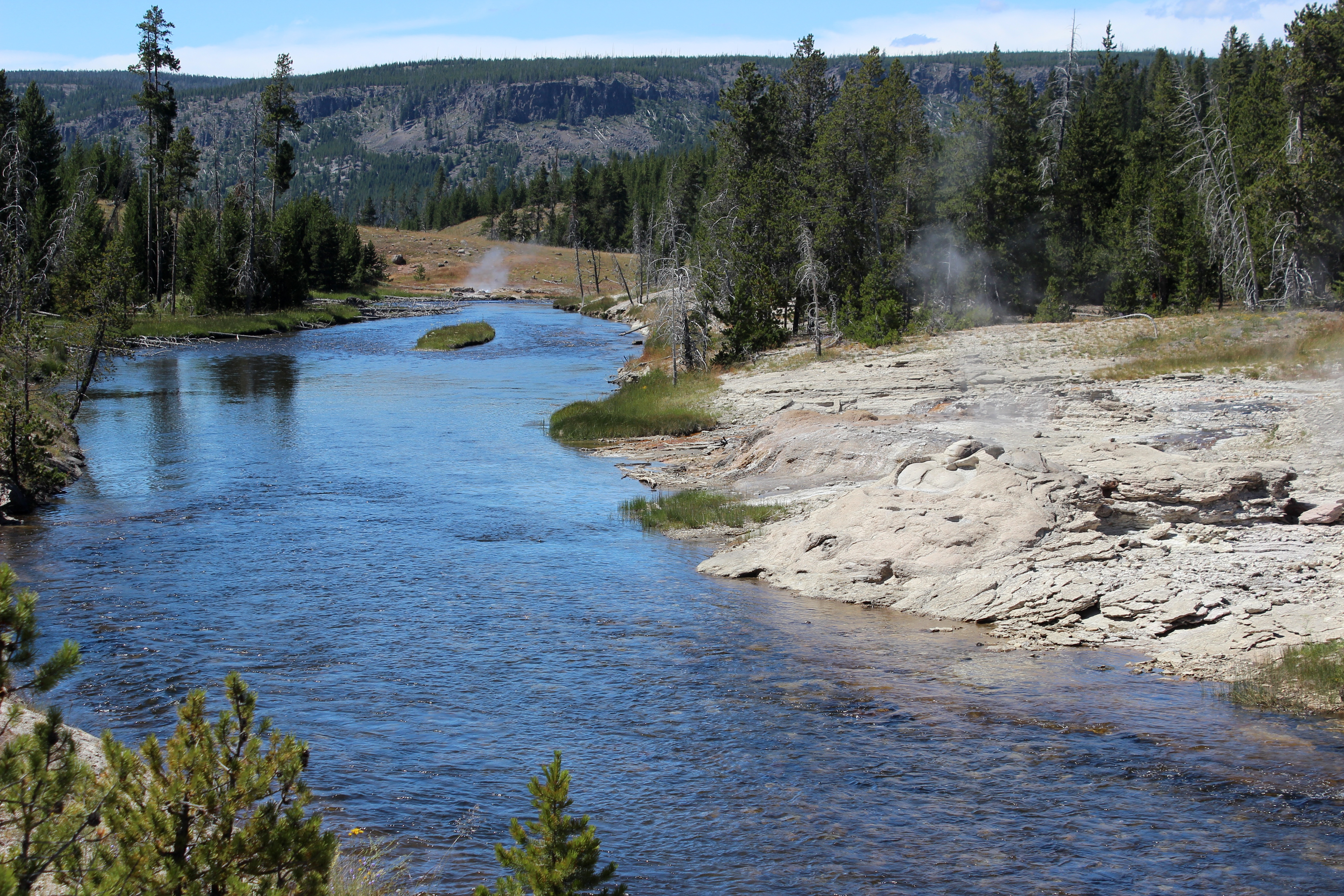
Der Fluss unweit des Old Faithful
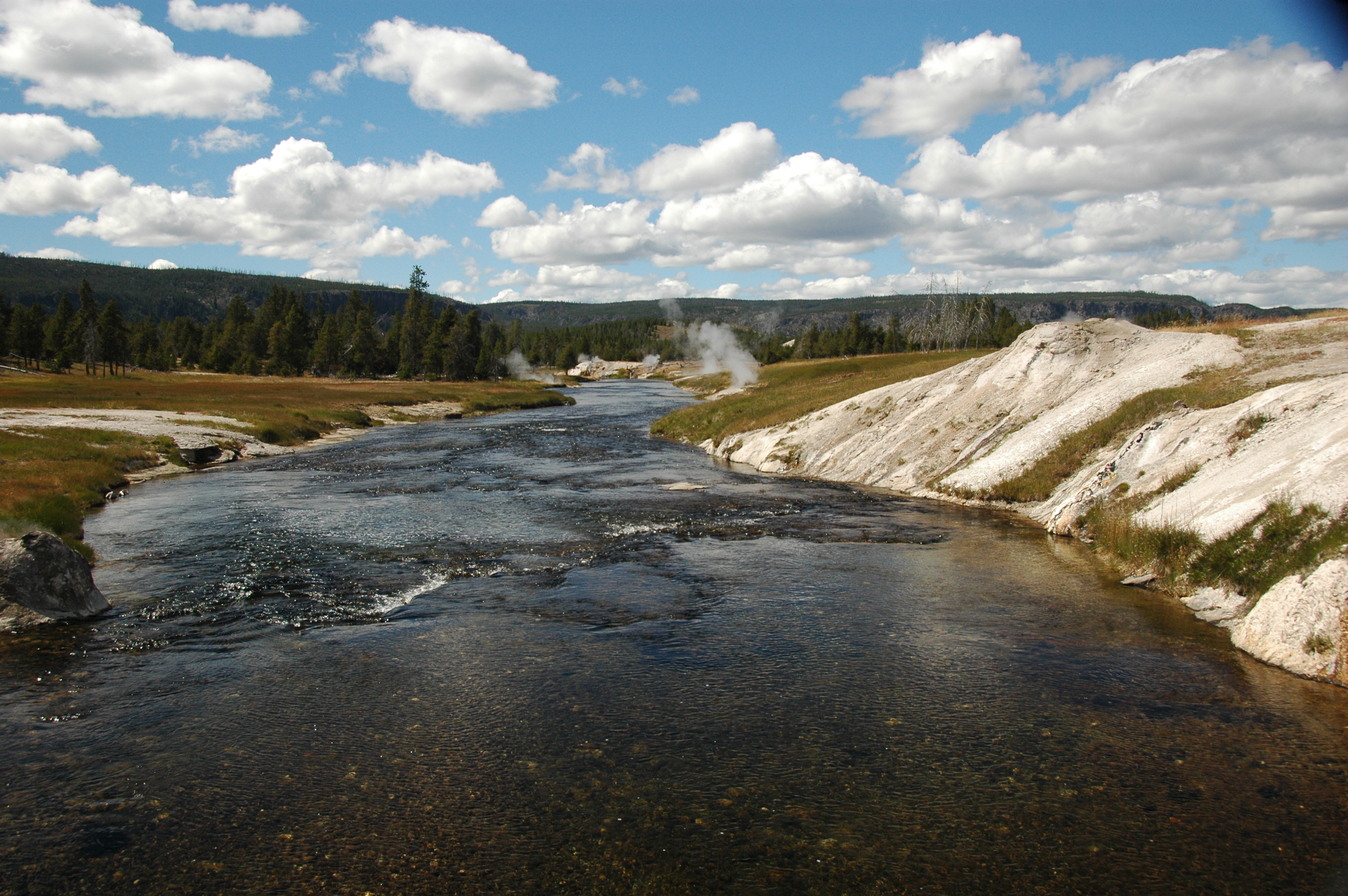
Der Fluss im Oberen Geysir-Becken
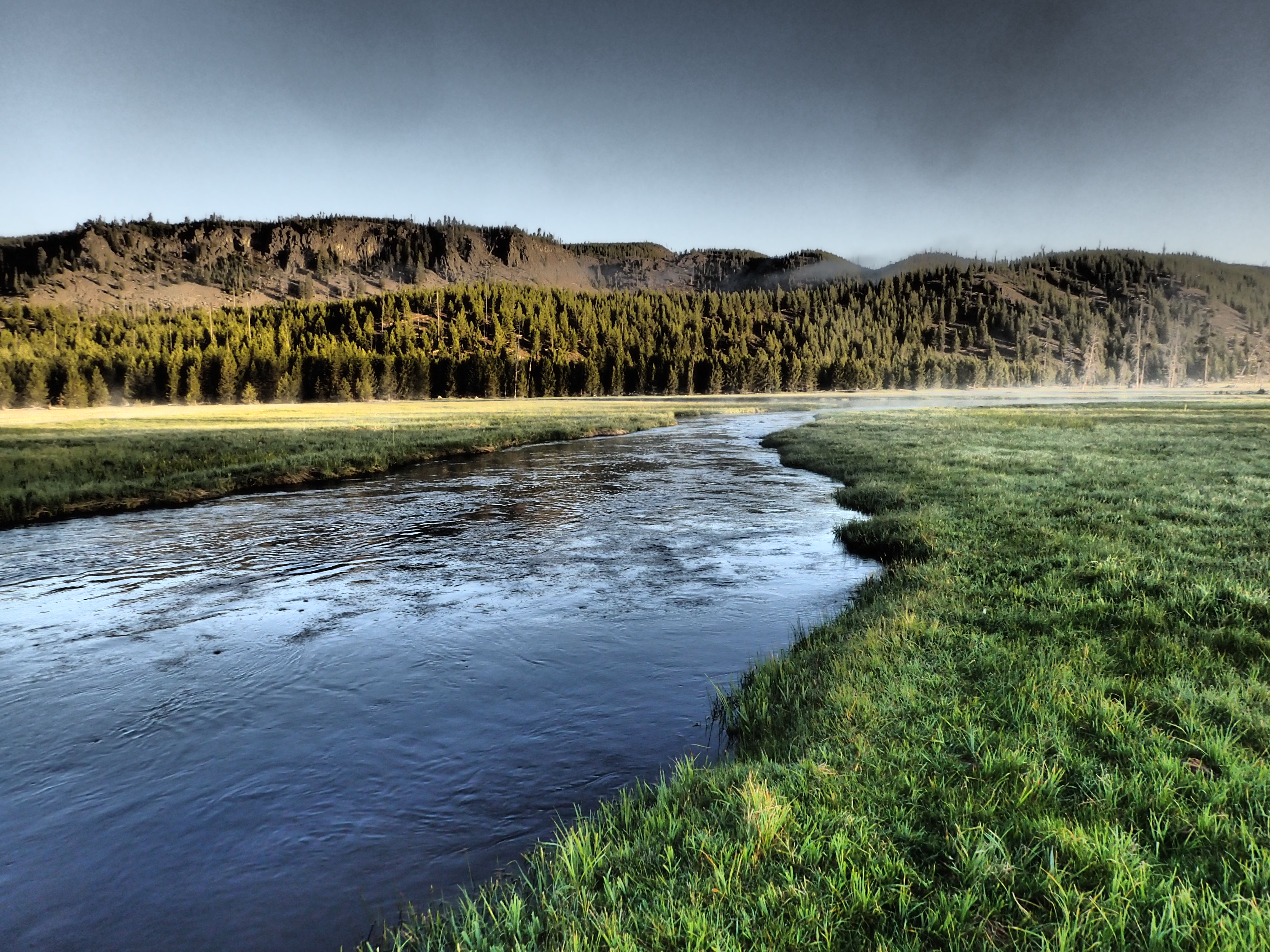
Firehole River im Biscuit Basin
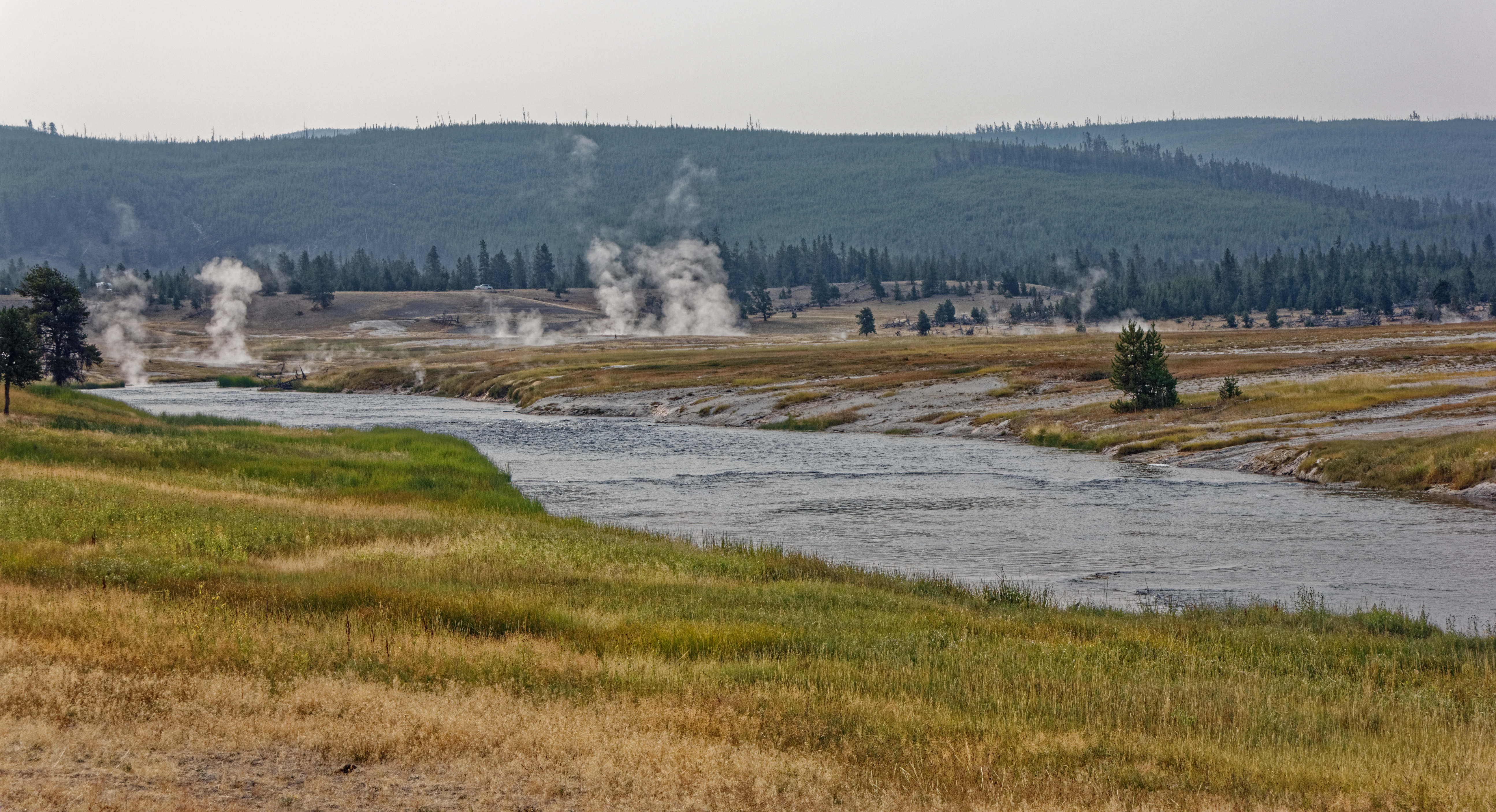
Im Mittleren Geysir-Becken

## Hydrologie
Der Firehole River ist als Quellfluss des Madison River Teil des Einzugsgebietes des Missouri, der über den Mississippi in den Golf von Mexiko entwässert. Das Einzugsgebiet des Firehole River hat eine Fläche von 682 km² und grenzt an die Einzugsgebiete von Gibbon River im Norden, Alum Creek im Osten, Yellowstone River im Südosten, Lewis River im Süden, Bechler River und Boundary Creek im Südwesten, Thirsty Creek im Westen sowie South Fork Madison River im Nordwesten. Der mittlere Abfluss am Pegel West Yellowstone, 2,9 km oberhalb der Mündung, beträgt 8,59 m³/s, die größten Abflüsse finden sich in den Monaten Mai und Juni. Damit ist der Firehole River der nach Einzugsgebiet und Abfluss größere Quellfluss des Madison.

## Bedeutung
Abläufe in den Firehole River können eine Temperatur von über 95 °C aufweisen, die Wassertemperatur im Fluss selbst kann durch die Zuflüsse um 30 °C gegenüber der Temperatur oberhalb der geothermalen Aktivitätszonen steigen. Die heißen Zuflüsse in den Thermalgebieten sind teilweise durch Algen und Bakterien bunt gefärbt. Die Farben reichen von Brauntönen über dunkles Grün, Tiefrot, Orange bis zu leuchtendem Gelb. Einige Farben zeigen die Wassertemperatur an. 

## Erholung
Der südwestliche Teil der Grand Loop Road verläuft parallel zum Firehole River und erschließt das Obere Geysir-Becken. Das Baden in Becken der heißen Thermalquellen und deren unmittelbarem Umfeld ist verboten, im Fluss abseits der Geothermalgebiete ist das Schwimmen erlaubt. Sowohl im Quellgebiet als auch am Unterlauf ist der Firehole River ein hervorragendes Angelrevier für Forellen. Zahlreiche Wanderwege führen vor allem am Mittel- und Unterlauf am Fluss entlang, zudem befinden sich mehrere Campingplätze am Firehole River. 

## Galerie

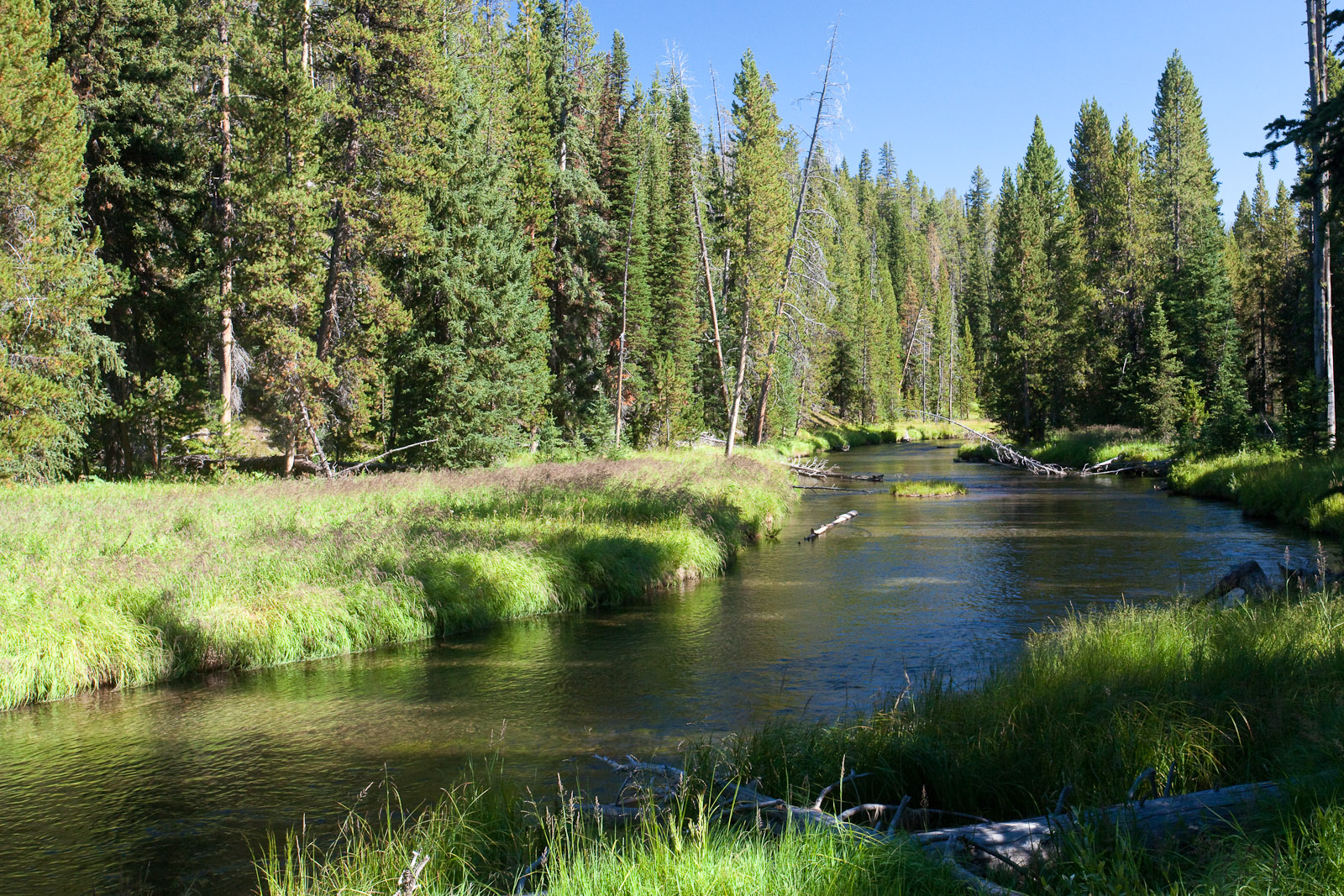
Oberlauf des Firehole River
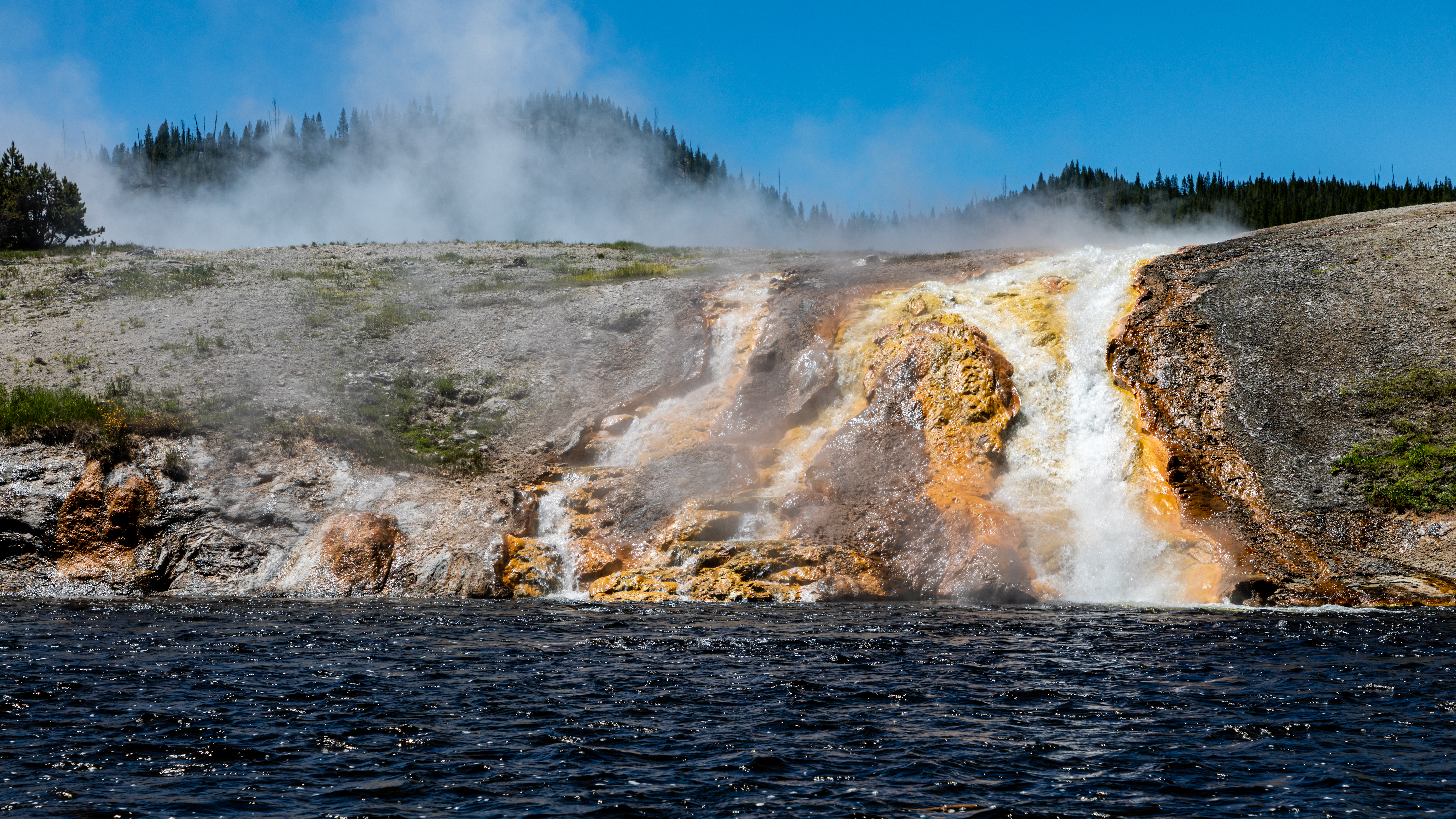
Ablauf aus dem Topf des Excelsior-Geysir in den Firehole River
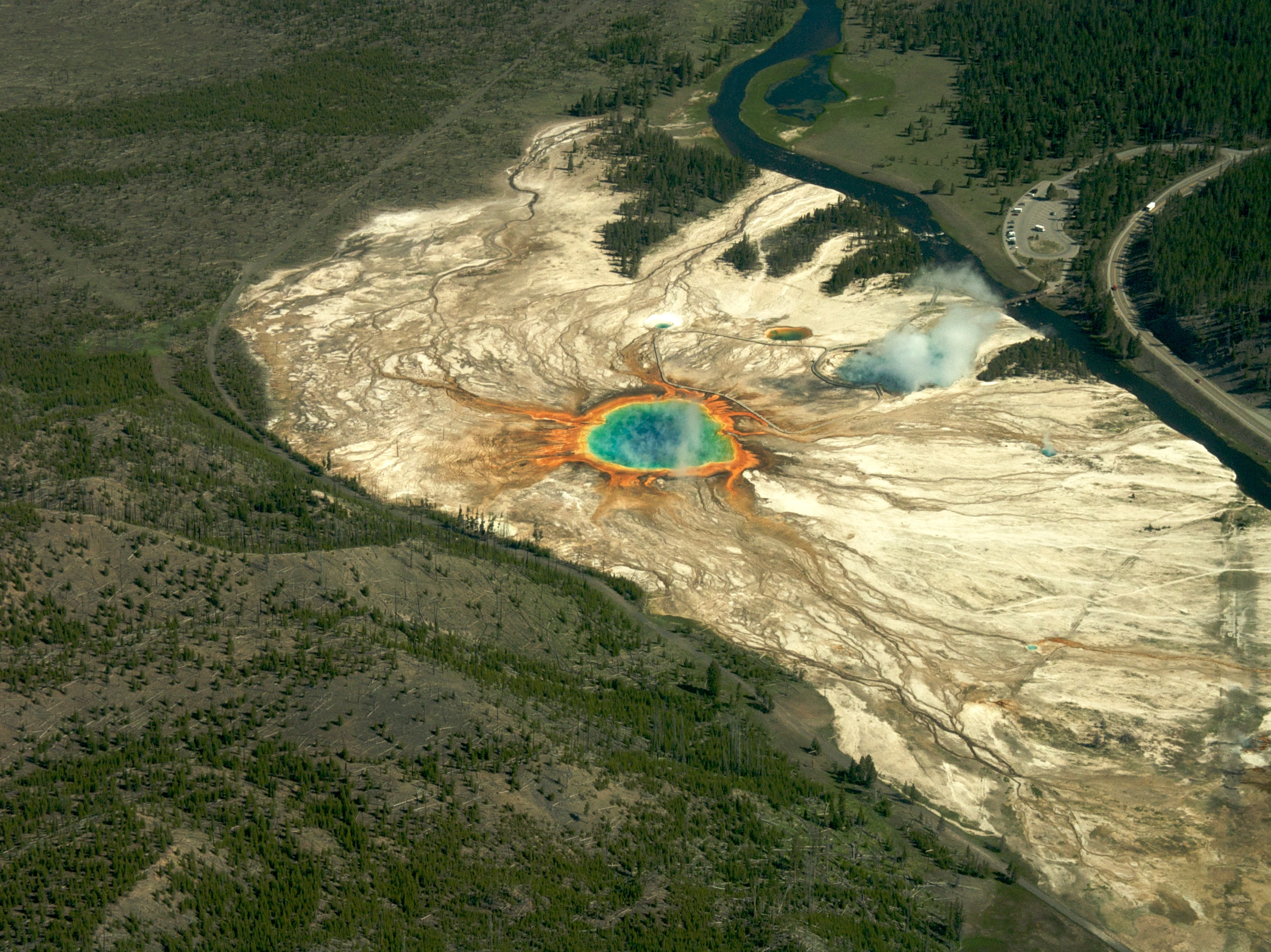
Das Mittlere Geysir-Becken entwässert vollständig in den östlich verlaufenden Firehole River (rechts)
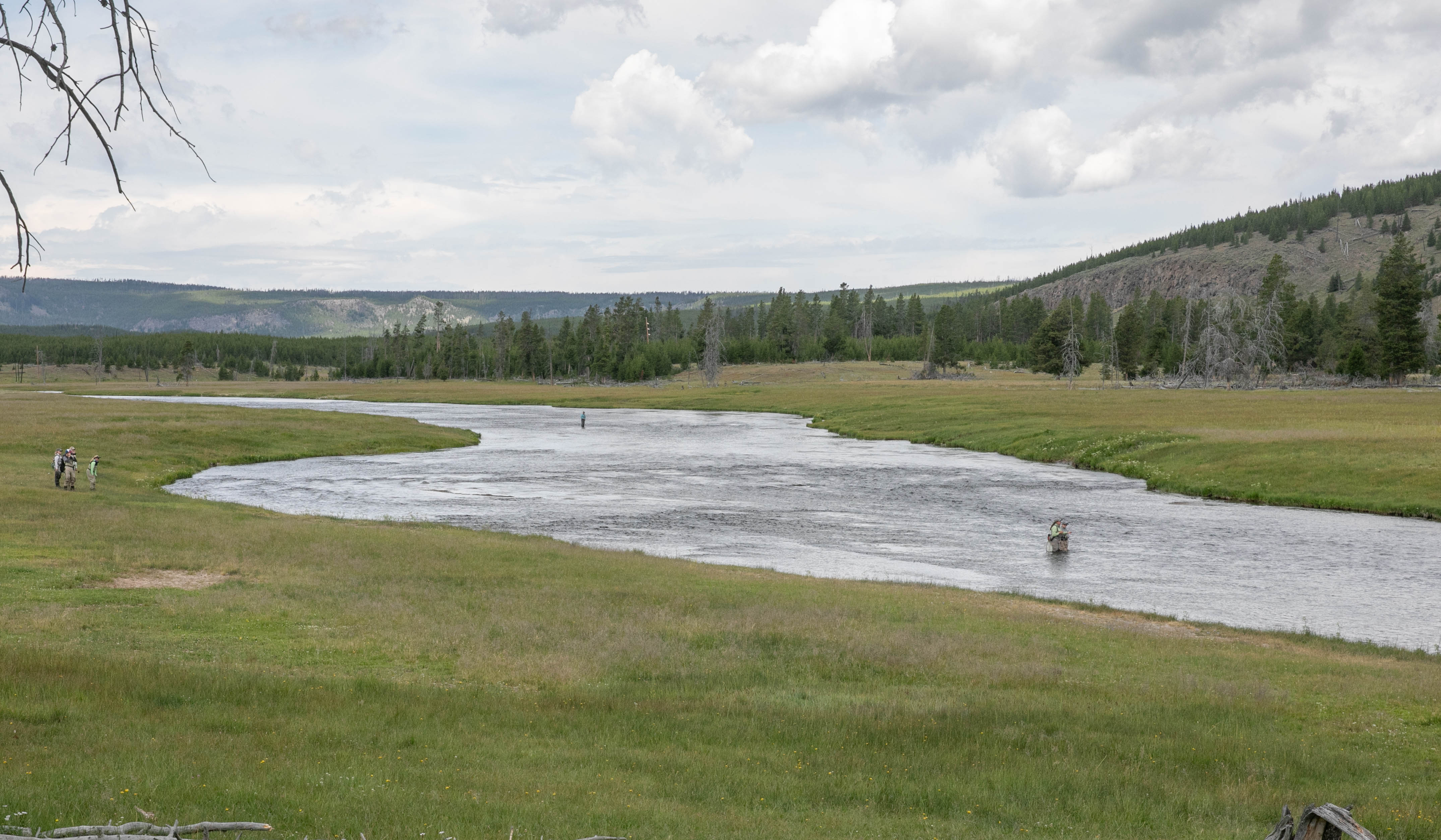
Fliegenfischer im Firehole River
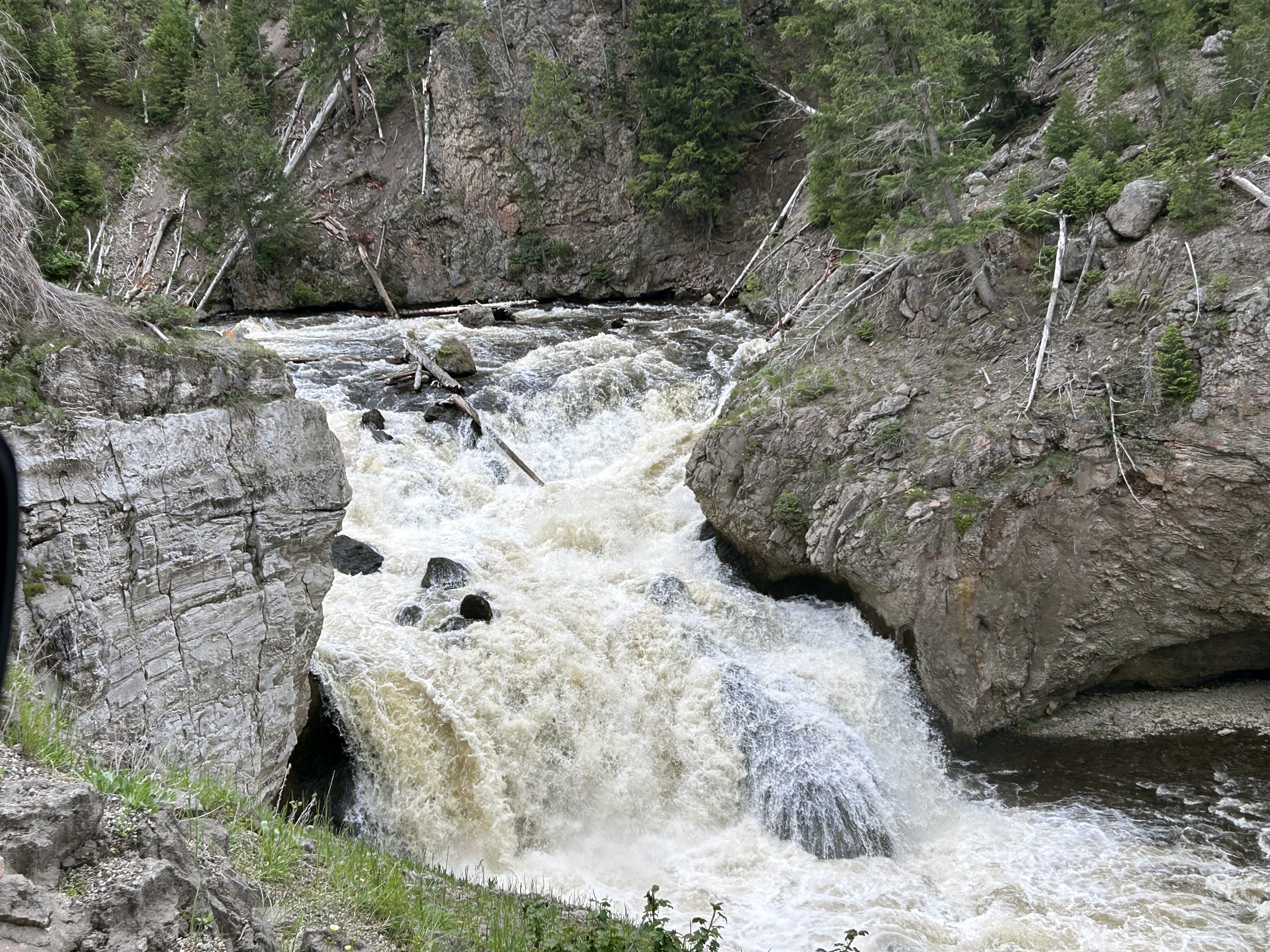
Die Firehole Falls des Firehole River

## Belege
1. ↑  Firehole River. In: Geographic Names Information System. United States Geological Survey, United States Department of the Interior (englisch).
2. ↑  USGS 06036905 Firehole River near West Yellowstone MT. Abgerufen am 28. Mai 2025.